# Habib Bourguiba

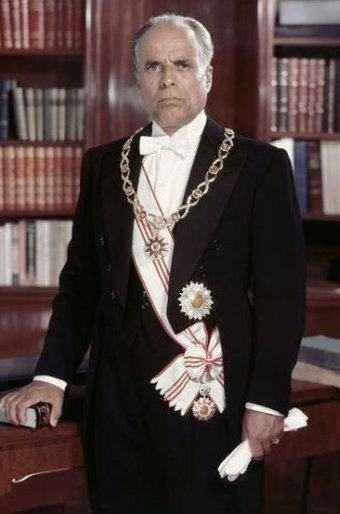
Habib Bourguiba in 1960

Habib Ben Ali Bourguiba (Arabisch: حبيب بورقيبة Ḥabīb Būrqība) (Monastir, 3 augustus 1903 – aldaar, 6 april 2000) was een Tunesisch politicus en de eerste president van de Republiek Tunesië, van 25 juli 1957 tot 7 november 1987. Hij wordt vaak vergeleken met de Turkse leider Mustafa Kemal Atatürk vanwege de seculiere hervormingen die onder zijn presidentschap werden doorgevoerd in een islamitisch land.
In de tijd dat Bourguiba aan de macht was kreeg onderwijs een hoge prioriteit. Ook kreeg hij het voor elkaar dat zijn land een onderscheidende rol in de Arabische en islamitische wereld ging spelen op het gebied van vrouwenrechten. Hij verbood polygamie en legaliseerde echtscheiding.

## Biografie

### Vroege jaren en onderwijs
Habib Bourguiba werd geboren in de havenstad Monastir. Hij was de jongste van acht broers en zussen. Habib Bourguiba kreeg les in het befaamde Collège Sadiki in de hoofdstad Tunis en later studeerde hij aan het Carnot-lyceum aldaar. Hij verkreeg zijn baccalauréat in 1924 en ging naar de Universiteit van Parijs om rechtsgeleerdheid en politicologie te studeren. In zijn Parijse tijd ontmoette hij Mathilde Lorrain, toentertijd zijn huisgenote. In april 1927 kregen ze hun enige zoon, Habib Bourguiba jr, en enkele maanden later trouwden ze.

### Vroege politieke loopbaan
In hetzelfde jaar dat Bourguiba afstudeerde in rechten en politicologie ging hij samen met zijn jonge gezin terug naar Tunesië, waar hij onmiddellijk betrokken raakte op het politieke strijdtoneel. Hij werd in 1928 actief voor twee kranten: l’Etendard Tunisien (De Tunesische vlag) en Sawt At-Tunisi (De Tunesische stem). In 1931 werd hij door de Franse koloniale autoriteiten vervolgd omdat deze hem verdachten van het “aanzetten tot rassenhaat”. Hierop begon Bourguiba een militant nieuwsblad genaamd L’Action Tunisienne (De Tunesische actie), waarmee een basis werd gelegd voor krachtig verzet tegen de koloniale machthebbers.

### De Neo-Destourpartij

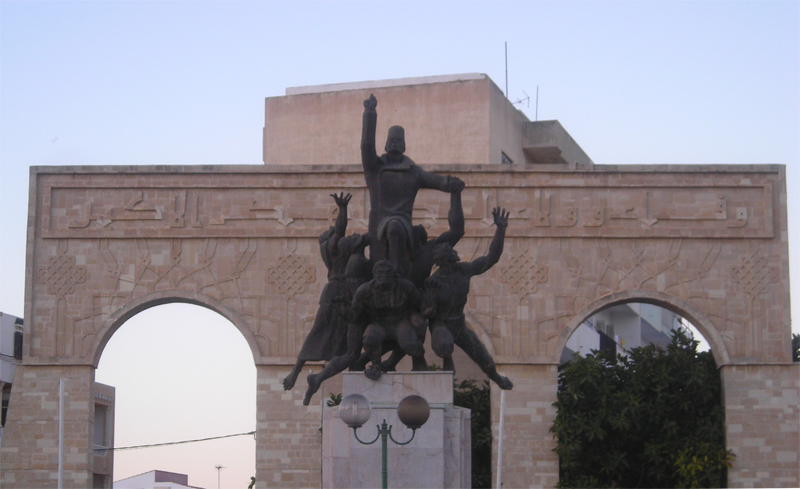
Standbeeld van Habib Bourguiba

Habib Bourguiba was lid van het uitvoerend comité van de Destourpartij, maar kon zich niet erg vinden in de hoofdstroom van de partijideologie. Na een incident in 1933 gerelateerd aan de begrafenis van een genaturaliseerde Tunesiër werd Bourguiba gedwongen zich terug te trekken uit het uitvoerend comité. Het gevolg was de oprichting van de Neo-Destourpartij op 2 maart 1934, waarbij Bourguiba secretaris-generaal van het Politiek Bureau werd. Vanaf dat moment toerde hij door het hele land om steun te zoeken bij vooral de inwoners van het platteland om zo een basis vanuit het volk te creëren voor zijn nieuwe partij. Dit had succes: in een paar jaar lukte het om meer dan 400 plaatselijke cellen van Neo-Destour op te zetten.

### Koloniale onderdrukking
In september 1934 gaf de koloniale gezaghebber (Résident Général) Peyrouton het bevel om Bourguiba te deporteren naar Borj-Leboeuf, een afgelegen plek op de grens van de Sahara. Bourguiba’s ballingschap duurde voort tot april 1936, toen hij en de meesten van zijn metgezellen werden vrijgelaten. Na de beruchte volksopstand van 9 april 1938, waarbij koloniale troepen het vuur openden op demonstranten en honderden burgers gedood werden, werd Bourguiba, samen met een groep opstandelingen, opnieuw gevangengezet op 10 juni 1939 op verdenking van het beramen van ondermijnende activiteiten tegen de staatsveiligheid en het aanzetten tot een burgeroorlog.

### Tweede Wereldoorlog
Toen de Tweede Wereldoorlog uitbrak werd Bourguiba overgebracht naar de Teboursouk-gevangenis en in mei 1940 naar het Haut Fort Saint Nicholas bij Marseille, tot 18 november 1942, toen hij werd overgeplaatst naar Fort Montluc in Lyon. Hierna kwam hij terecht in Fort Vancia in Ain, totdat hij door de Duitsers werd bevrijd die hem naar Chalon-sur-Saône brachten. Bij wijze van manoeuvre van de Duitsers samen met het fascistische regime in Italië, werd hij in januari 1943 met veel eerbetoon in Rome ontvangen, echter zonder veel resultaat. Het Italiaanse ministerie van Buitenlandse Zaken probeerde een officiële verklaring in hun eigen voordeel los te krijgen. Op de vooravond van zijn terugkeer naar Tunesië stemde hij in met het uitspreken van een boodschap aan het Tunesische volk via ‘’Radio Bari’’. Bij zijn terugkeer in Tunis, op 7 april 1943 verzekerde hij zich ervan dat de boodschap die hij in augustus 1942 vanuit de gevangenis had uitgezonden, het volk zowel als de militanten in zijn land bereikte: dat Duitsland de oorlog zou verliezen en dat Tunesië pas onafhankelijk kon worden na een overwinning van de Geallieerden. Hij maakte van dit standpunt een zaak van groot gewicht door het als een kwestie van leven en dood voor Tunesië voor te stellen.

### Strijd voor onafhankelijkheid

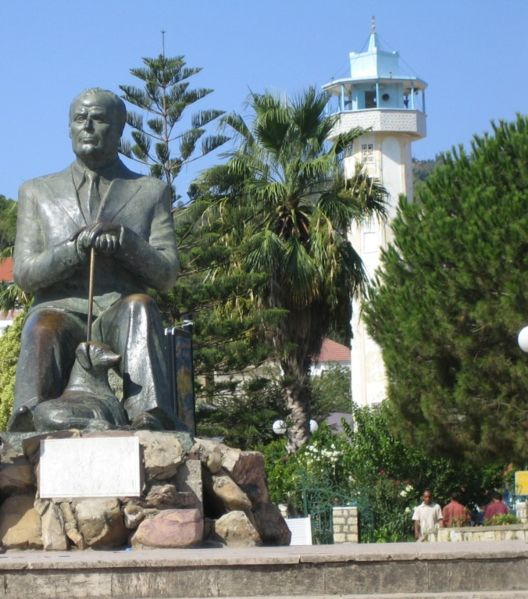
Standbeeld van Ksar Hellal

Na de Tweede Wereldoorlog kwam Borguiba, na veel vergeefse pogingen om een dialoog met de Franse autoriteiten aan te gaan, tot de conclusie dat de Tunesische zaak onder de aandacht van de wereldopinie moest worden gebracht. In maart 1945 verliet hij in het geheim Sfax in een kleine vissersboot om koers te zetten naar buurland Libië. Vanuit daar bereikte hij te voet en per kameel uiteindelijk de Egyptische hoofdstad Caïro, die hij als uitvalsbasis voor zijn internationale activiteiten ging gebruiken. Hij nam deel aan het opzetten van een Bureau voor de Grote Maghreb. Voortdurend reisde hij naar de verschillende Arabische landen, lidstaten van de pas gestichte Arabische Liga, Europa (Zwitserland en België), naar Azië (Pakistan, India en Indonesië) en de Verenigde Staten om het Tunesische streven naar onafhankelijkheid kracht bij te zetten, waarbij hij met hooggeplaatste en invloedrijke personen over de Tunesische zaak sprak. Op 8 september 1949 kwam Bourguiba terug in zijn land om zijn partij te reorganiseren en het oude beleid van contact onderhouden met de bevolking weer op te pakken door dorpen in het hele land te bezoeken.
In april 1950 presenteerde Bourguiba een zevenpuntenprogramma dat gericht was op het beëindigen van het systeem van direct bestuur in Tunesië en het herstellen van volledige Tunesische soevereiniteit, als eerste stap op weg naar een onafhankelijke staat. In 1951 begon hij aan een tweede rondreis om zijn programma op internationaal niveau te bepleiten. Tegen de achtergrond van de Franse weigering om toe te geven aan nationale aanspraken verscherpte Bourguiba zijn positie en ging hij oproepen tot onbegrensd verzet en algemene opstand. Deze tactiek resulteerde in zijn arrestatie op 18 januari 1952, gevolgd door opsluiting in Tabarka (het toenmalige Remada) op de Galite-eilanden en later in kasteel Ferte op het eiland Groix.
In 1954 werd Pierre Mendès de Franse premier. Zijn positie inzake het Franse koloniale beleid opende de deur naar Tunesisch zelfbestuur. Op 1 juni 1955 kwam Bourguiba weer naar Tunesië. De “Interne Autonomie-overeenkomst” was een grote stap op weg naar totale onafhankelijkheid. Na verscheidene moeizame onderhandelingen werd op 20 maart 1956 de onafhankelijkheid uitgeroepen. Habib Bourguiba werd de president van de “Nationale Wetgevende Assemblee” en werd tot minister-president benoemd.

### Presidentschap
Op 25 juli 1957 werd de Republiek Tunesië uitgeroepen, waarmee de monarchie werd afgeschaft. Bourguiba kreeg de volmachten van president van de Republiek. Zijn lange en machtige presidentschap legde een stevig fundament voor het ontstaan van de Tunesische staat en natie.
Na een mislukt experiment met collectivistisch economisch beleid verlegde Bourguiba vanaf de jaren zeventig de koers naar een economie van geliberaliseerde ontwikkeling, onder aanvoering van minister-president Hédi Nouira, voor een periode van tien jaar. Hiermee begonnen middelgrote private ondernemingen tot bloei te komen en werd privé-eigendom een vaststaand feit. Tijdens het socialistische experiment werd de partijnaam van Neo Destour gewijzigd in Socialistische Destourpartij. Tijdens de economische liberalisering bleef de partijnaam behouden.
Op het internationale vlak speelde Bourguiba een pro-Westerse rol in de Koude Oorlog, waarbij hij zijn land in koers liet lopen met de Verenigde Staten, zonder echter de toen in de Arabische wereld heersende ideologie van Arabisch nationalisme op te geven. In maart 1965 hield hij de Jericho-rede, waarbij hij een eerlijke en duurzame vrede tussen Israël en de Palestijnen bepleitte gebaseerd op VN-resoluties. In 1980 bood hij de leiding van de PLO onderdak in Tunis, nadat deze uit Beiroet was verdreven in de Libanese Burgeroorlog.
In maart 1975 koos de Tunesische Nationale Assemblee Bourguiba als president voor het leven, wat een ongebruikelijke stap was. In de jaren 80 probeerde Bourguiba zowel armoede als een groeiend islamistische oppositie, aangevoerd door de Nahda-partij, de kop in te drukken.

## Belangrijke maatschappelijke hervormingen
Geïnspireerd door het 'Arabisch socialisme' van de Egyptische president Nasser en het strikte moderniseringsbeleid van de Turkse president Ataturk voerde Bourguiba belangrijke economische en socio-culturele hervormingen door zoals:
- Vrouwenemancipatie: polygamie werd verboden en echtscheiding gelegaliseerd. Ook stelde hij een minimumleeftijd van 17 jaar in waarop meisjes konden trouwen.
- Gratis onderwijs voor iedereen
- Gezinsplanning
- Moderne gezondheidszorg
- Alfabetiseringscampagne
- Bestuurlijke, financiële en economische organisatie
- Opbouw van infrastructuur

## Afzetting
Bourguiba bleef president van Tunesië tot 6 november 1987, toen zijn zojuist benoemde eerste minister Zine El Abidine Ben Ali hem afzette, waarbij de hoge leeftijd van Bourguiba en gezondheidsredenen als argument werden aangedragen.
Bourguiba kwam onder huisarrest te staan in Monastir en bleef dat tot zijn dood op 6 april 2000. Hij werd bijgezet in het familiemausoleum.

## Persoonlijk leven

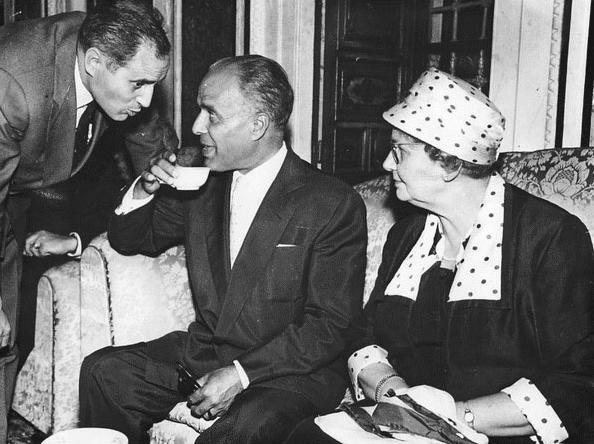
Met Moufida en Habib jr.

In 1925 ontmoette Bourguiba in Parijs zijn toekomstige echtgenote, Mathilde Lorrain, toen hij studeerde aan de Sorbonne. Zij bekeerde zich tot de islam en nam de naam Moufida Bourguiba aan. Het paar kreeg één zoon: Habib Bourguiba jr. (1927-2009). Op 21 juli 1961 scheidden ze.
Op 12 april 1962 trouwde Bourguiba met Wassila Ben Ammar, een vrouw uit de Tunesische burgerij die hij al 18 jaar kende. Samen adopteerden ze een meisje met de naam Hajer, het nichtje van Wassila. Wassila speelde naarmate de gezondheid van haar man verslechterde een steeds grotere rol in de politiek. Ze scheidden op 11 augustus 1986 met een enkele verklaring en zonder enige gerechtelijke procedure.
Op de honderdste geboortedag van Bourguiba in 2003 werd er een munt van vijf Tunesische dinar met zijn beeltenis uitgegeven.